# Romellina variabilis
Romellina variabilis är en svampart som beskrevs av Petr. 1955. Romellina variabilis ingår i släktet Romellina, divisionen sporsäcksvampar och riket svampar.   Inga underarter finns listade i Catalogue of Life.